# Mark Jankowski
Mark Jankowski (* 13. September 1994 in Hamilton, Ontario) ist ein kanadischer Eishockeyspieler, der seit März 2025 bei den Carolina Hurricanes aus der National Hockey League (NHL) unter Vertrag steht. Der Center wurde im NHL Entry Draft 2012 in der ersten Runde an 21. Stelle von den Calgary Flames ausgewählt, bei denen er in der Folge vier Spielzeiten verbrachte. Er ist der am frühesten ausgewählte, kanadische Highschool-Spieler in der Geschichte des NHL Entry Drafts.

## Karriere
Jankowski war Topscorer im Midget-AAA-Level, wo er für die St. Catharines Falcons in der South-Central Triple A Hockey League der Ontario Minor Hockey Association spielte. Trotzdem wurde er in der OHL Priority Selection nicht ausgewählt, da angenommen wurde, dass er mit einer Körpergröße von 173 Zentimetern zu klein sei, um Junioreneishockey auf höchstem Niveau zu spielen. Daraufhin wechselte er zum Stanstead College in Stanstead in der Provinz Québec. In zwei Saisons, die er bei Stanstead verbrachte, erzielte er insgesamt 166 Scorerpunkte, darunter 84 Tore.
Auf die darauf folgende Saison wechselte er zum Providence College. Während der beiden Saisons in Stanstead, wuchs Jankowski um 18 Zentimeter, was auch den zahlreichen Scouts nicht verborgen blieb. Daraufhin wurde er auch in der OHL Priority Selection berücksichtigt, als Jankowski 2012 an 130. Stelle von den Saginaw Spirit gezogen wurde, obwohl er es ablehnte, für das Team zu spielen. Das NHL Central Scouting Bureau stufte Jankowski für den NHL Entry Draft 2012 als den 43.-besten Spieler ein, was einer Verbesserung des bisherigen 74. Rang gleichkam. Die Calgary Flames wählten Jankowski bereits an 21. Stelle, womit er zum am frühsten ausgewählten, kanadischen Highschool-Spieler wurde.
Mit Beginn der Saison 2016/17 wechselte Jankowski in die Organisation der Calgary Flames und gab für das Team im November 2016 sein Debüt in der National Hockey League (NHL). Hauptsächlich kam der Angreifer allerdings bei den Stockton Heat in der American Hockey League (AHL) zum Einsatz, dem Farmteam der Flames. Im Laufe der folgenden Spielzeit 2017/18 etablierte er sich in Calgarys NHL-Aufgebot. Nach vier Jahren in Alberta wurde sein auslaufender Vertrag nach der Spielzeit 2019/20 nicht verlängert, sodass er sich im Oktober 2020 als Free Agent den Pittsburgh Penguins anschloss. Dort war er ein Jahr aktiv und schloss sich im Oktober 2021 den Rochester Americans aus der AHL, nachdem er in der NHL zunächst keinen neuen Arbeitgeber gefunden hatte. Nach einem guten Saisonstart mit zwölf Scorerpunkten aus 13 Einsätzen erhielt er im folgenden Monat einen Vertrag von Rochesters NHL-Kooperationspartner, den Buffalo Sabres. Dort war er bis zum Ende der Saison 2021/22 aktiv und wechselte anschließend als Free Agent zu den Nashville Predators.
In Nashville war Jankowski anschließend bis März 2025 aktiv, als er zur Trade Deadline im Tausch für ein Fünftrunden-Wahlrecht im NHL Entry Draft 2026 zu den Carolina Hurricanes transferiert wurde.

## Erfolge und Auszeichnungen
| - 2015 NCAA-Division-I-Championship mit dem Providence College - 2015 NCAA Championship All-Tournament Team - 2016 NCAA East Second All-American Team | - 2017 Teilnahme am AHL All-Star Classic - 2017 AHL All-Rookie Team |

## Karrierestatistik
Stand: Ende der Saison 2024/25
(Legende zur Spielerstatistik: Sp oder GP = absolvierte Spiele; T oder G = erzielte Tore; V oder A = erzielte Assists; Pkt oder Pts = erzielte Scorerpunkte; SM oder PIM = erhaltene Strafminuten; +/− = Plus/Minus-Bilanz; PP = erzielte Überzahltore; SH = erzielte Unterzahltore; GW = erzielte Siegtore; 1 Play-downs/Relegation; Kursiv: Statistik nicht vollständig)